# Павийские солдатики

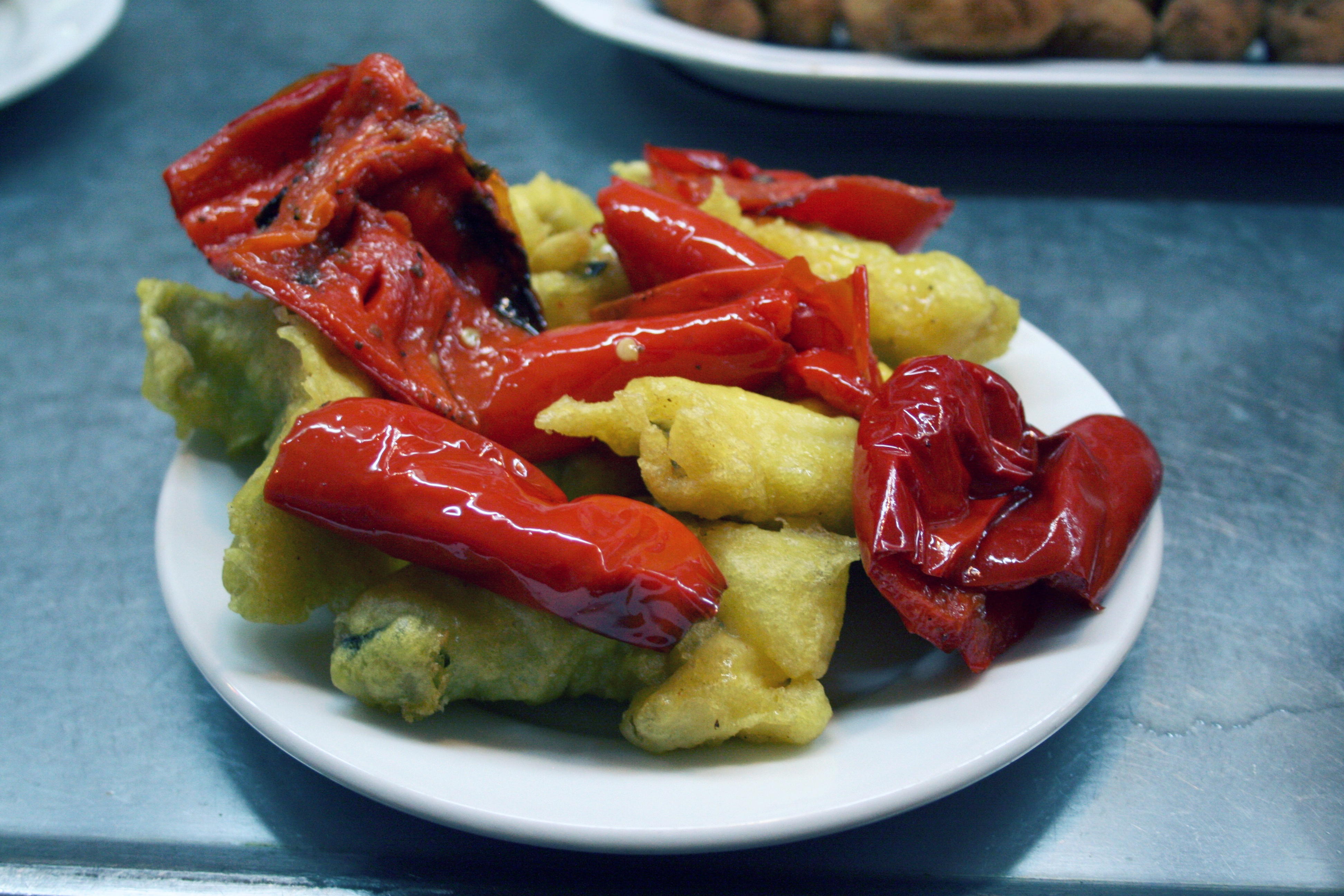
«Павийские солдатики»

«Пави́йские солда́тики» (исп. Soldaditos de Pavía) — типичное рыбное блюдо мадридской и андалусской кухни, обычно антре, но также самостоятельное блюдо с овощами. Представляет собой обжаренный в кляре хрустящий бакалао с обжаренным красным перцем. Предварительно мякоть солёно-сушёной трески нарезают длинными кусочками и вымачивают, а в кляр для получения жёлтого цвета добавляют шафран, который в настоящее время часто заменяется пищевыми красителями. «Павийские солдатики» часто сервируют в качестве тапас или закуски под вино в испанских барах. Изначально «павийские солдатики» считались простым блюдом, употребляемым рабочим людом. В Андалусии «павийских солдатиков» готовят также из свежего хека, и они особенно популярны во время Страстной недели.
В отношении названия блюда существуют несколько легенд. По одной из них, упоминание Павии в названии объясняется цветами блюда, похожими на жёлто-красную расцветку униформы гусаров в испанских терциях, под командованием Карла I разбивших французов в битве при Павии в 1525 году. Красный перец в «павийских солдатиках» — это красные галуны испанских солдат. По другой версии, блюдо названо в честь исторического разгона кортесов гусарами под командованием генерала Мануэля Павии в 1874 году, положившего конец Первой Испанской республике.